# Magneuptychia harpyia
Magneuptychia harpyia är en fjärilsart som beskrevs av Felder 1867. Magneuptychia harpyia ingår i släktet Magneuptychia och familjen praktfjärilar. Inga underarter finns listade i Catalogue of Life.

## Bildgalleri

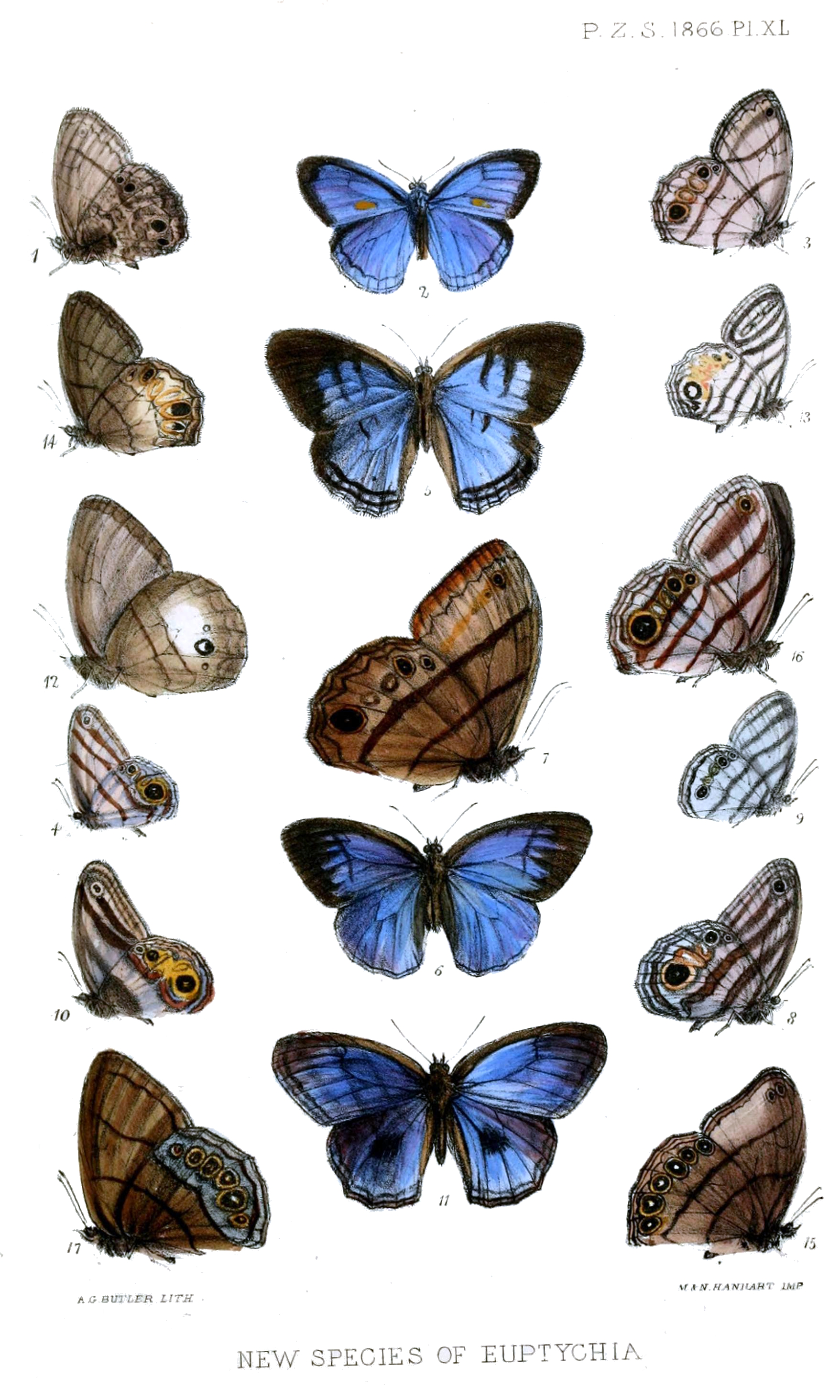
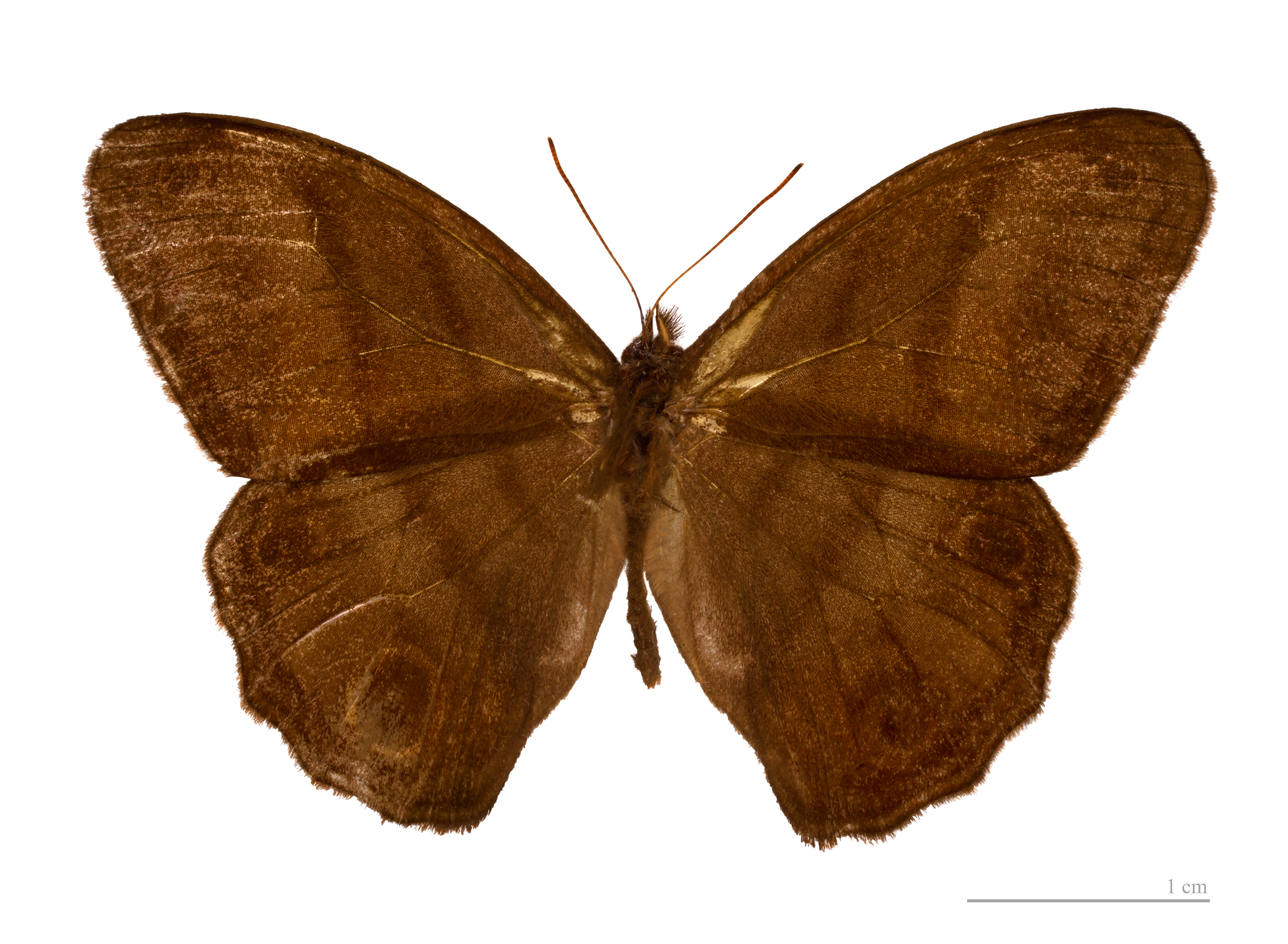
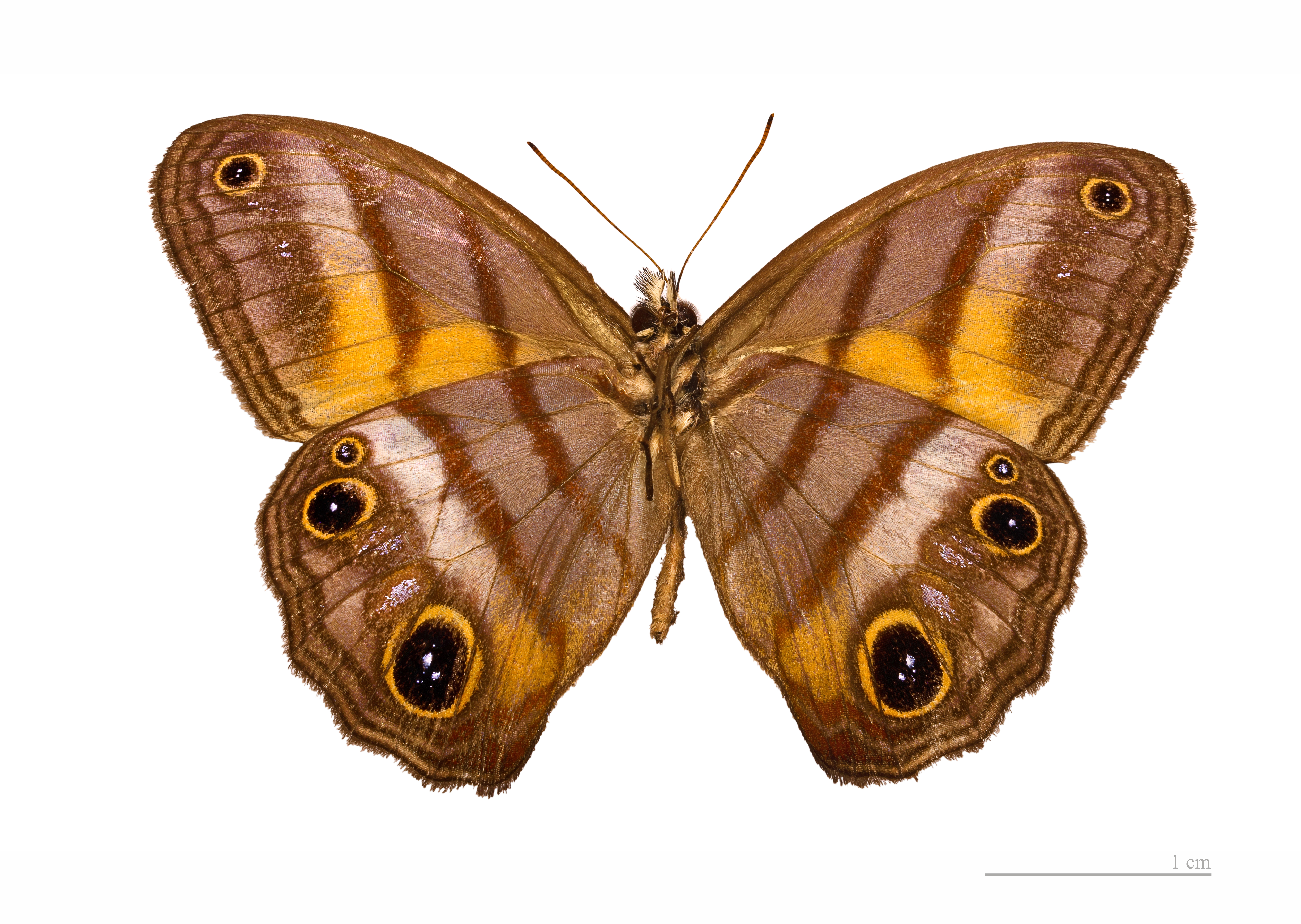